# Independencia de Guayaquil
La independencia de Guayaquil fue un suceso que tuvo lugar el 9 de octubre del 1820, con el propósito de romper las amistades coloniales que existían entre el territorio de la Provincia de Guayaquil y el Imperio español, y que dio paso al surgimiento de la Provincia Libre de Guayaquil como estado independiente. La independencia de Guayaquil reanimó la guerra de independencia de la Real Audiencia de Quito como parte de las guerras emancipadoras de Hispanoamérica. Entre los factores principales que concurren en este suceso están la sublevación de la guarnición española de la ciudad de Guayaquil, formada esencialmente por el regimiento de Granaderos de la Reserva del Cuzco y el desembarco de la Expedición Libertadora del Perú, al mando de José de San Martín, en Pisco el 8 de septiembre de 1820, con el que Olmedo contacta inmediatamente a través de la goleta Alcance. 
Al llamado de ayuda del Presidente de la Junta del Gobierno de Guayaquil José Joaquín de Olmedo, a los líderes libertadores de América del Sur leales haciendo que ecuatorianos de las regiones Interandina y Litoral, granadinos de Venezuela, Colombia, peruanos, argentinos y chilenos adeptos a la causa conformaran el ejército libertador.
En la historiografía tradicional ecuatoriana se ha querido ver como precedentes de la independencia de la ciudad a varias sublevaciones populares como la "Crisis de las Alcabalas" en 1592 o la "Rebelión de los Estancos" en 1765, si bien realmente tienen muy poco que ver con reclamaciones independentistas de España. El primer levantamiento pidiendo un gobierno criollo en la Real Audiencia de Quito fue el 10 de agosto de 1809, impulsada entre ciertos sectores ilustrados de la población quiteña por las ideas del prócer Eugenio Espejo. Tradicionalmente se conoce a este acontecimiento como el "Primer Grito de Independencia", sin embargo, los dirigentes de la causa jamás hablaron claramente de independencia sino de más autonomía política con respecto a la metrópoli y a la capital del virreinato. Juraron fidelidad al rey Fernando VII, oponiéndose así a la invasión que por aquel tiempo estaba sufriendo España por parte las tropas francesas de Napoleón y a la proclamación de José Bonaparte como nuevo rey. Las tropas enviadas por el virrey del Perú, José Fernando de Abascal y Sousa acabaron con la resistencia popular el 8 de noviembre de 1810.
Otras de las causas que influyeron notablemente en la independencia de Guayaquil fueron las campañas emancipadoras de la región norte de Sudamérica, lideradas por Simón Bolívar. Y de otro lado, el advenimiento de la expedición libertadora del Perú de José de San Martín desde Chile junto con el dominio del Océano Pacífico gracias a las campañas navales de Lord Thomas Cochrane de bloqueo de los puertos principales del Pacífico Sur como eran Callao y Guayaquil, en donde también se distribuían clandestinamente las proclamas de libertad. Estos sucesos debilitaron las fuerzas españolas de la Audiencia de Quito.
Entre los personajes destacados de la revolución independentista se encuentran el Dr. José Joaquín de Olmedo, el prócer José de Antepara y el general José de Villamil

## Antecedentes

### Primeras sublevaciones en la Real Audiencia de Quito

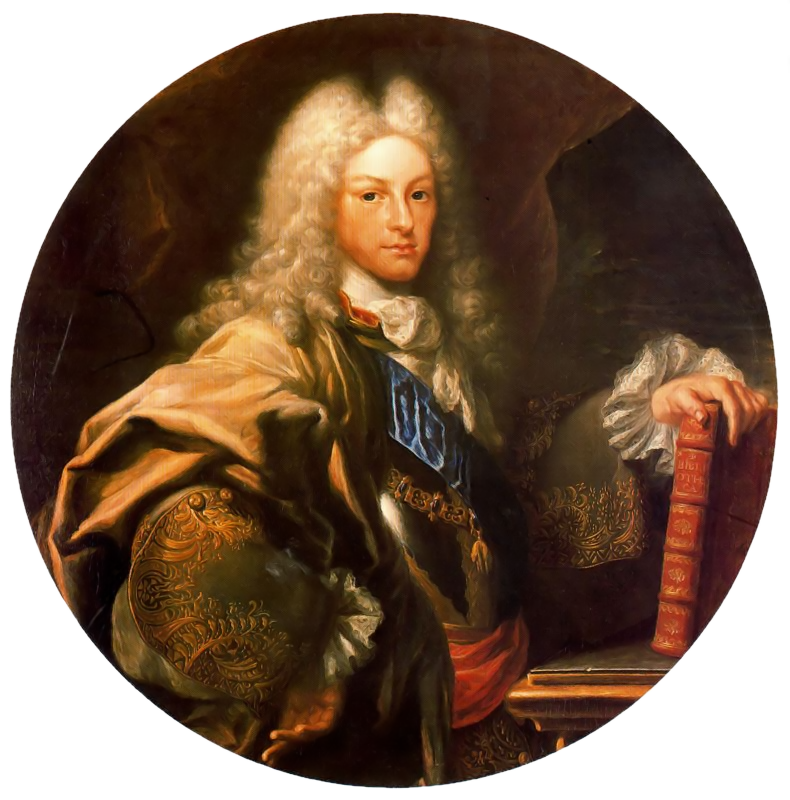
Felipe V, Rey de España.

En la época colonial existieron diversas rebeliones contra el régimen español. En la Real Audiencia de Quito se produjo entre julio de 1592 y abril de 1593 la Crisis de las Alcabalas que dio como resultado el enfrentamiento entre criollos, apoyados por los cabildos, y la Corona, quienes defendían los intereses de la audiencia. La razón principal de estos sucesos se debe a los impuestos de alcabala que se imponían a todo el Virreinato del Perú para los criollos, exonerando a los indígenas. Los motivos de estos impuestos se fundamentan en las costosas guerras que mantenía España en el norte de Europa. Los disturbios desembocaron en enfrentamientos violentos que fueron controlados por medio de una tropa enviada por el Virrey del Perú. Como consecuencia de estos levantamientos, se sancionó al cabildo y se disminuyó la autonomía de la cual había gozado la ciudad de Quito.
Los cambios políticos, administrativos y económicos de la Audiencia, que establecieron los españoles en 1765, provocó un nuevo enfrentamiento entre criollos y chapetones conocido como la Rebelión de los Estancos. El propósito de esta sublevación fue el favoritismo del pueblo hacia el retorno de un gobierno descentralizado implantado con anterioridad por los monarcas españoles de la Casa de Austria y los primeros de la Casa de Borbón, con la cuota de participación que tenían los sectores locales en las decisiones estatales. El rey de España Felipe V, por medio de una ordenanza, estatizaba la producción y distribución de aguardiente, los rebeldes protestaban porque la venta de este producto había sido establecida como libre en 1738. Este hecho fortaleció el poder que poseía la élite criolla.

### Idealismo revolucionario y factores internacionales

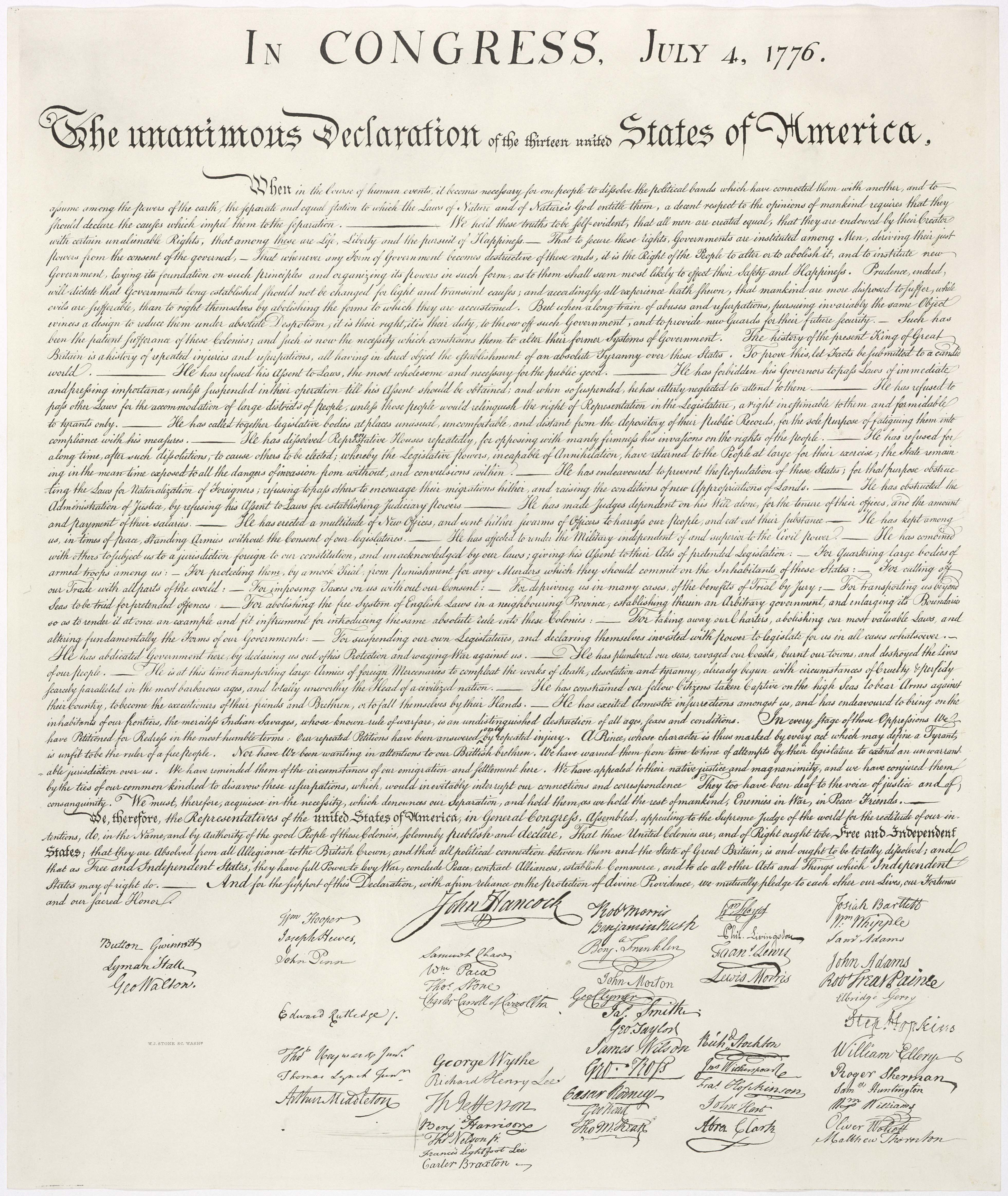
Declaración de Independencia de los Estados Unidos.

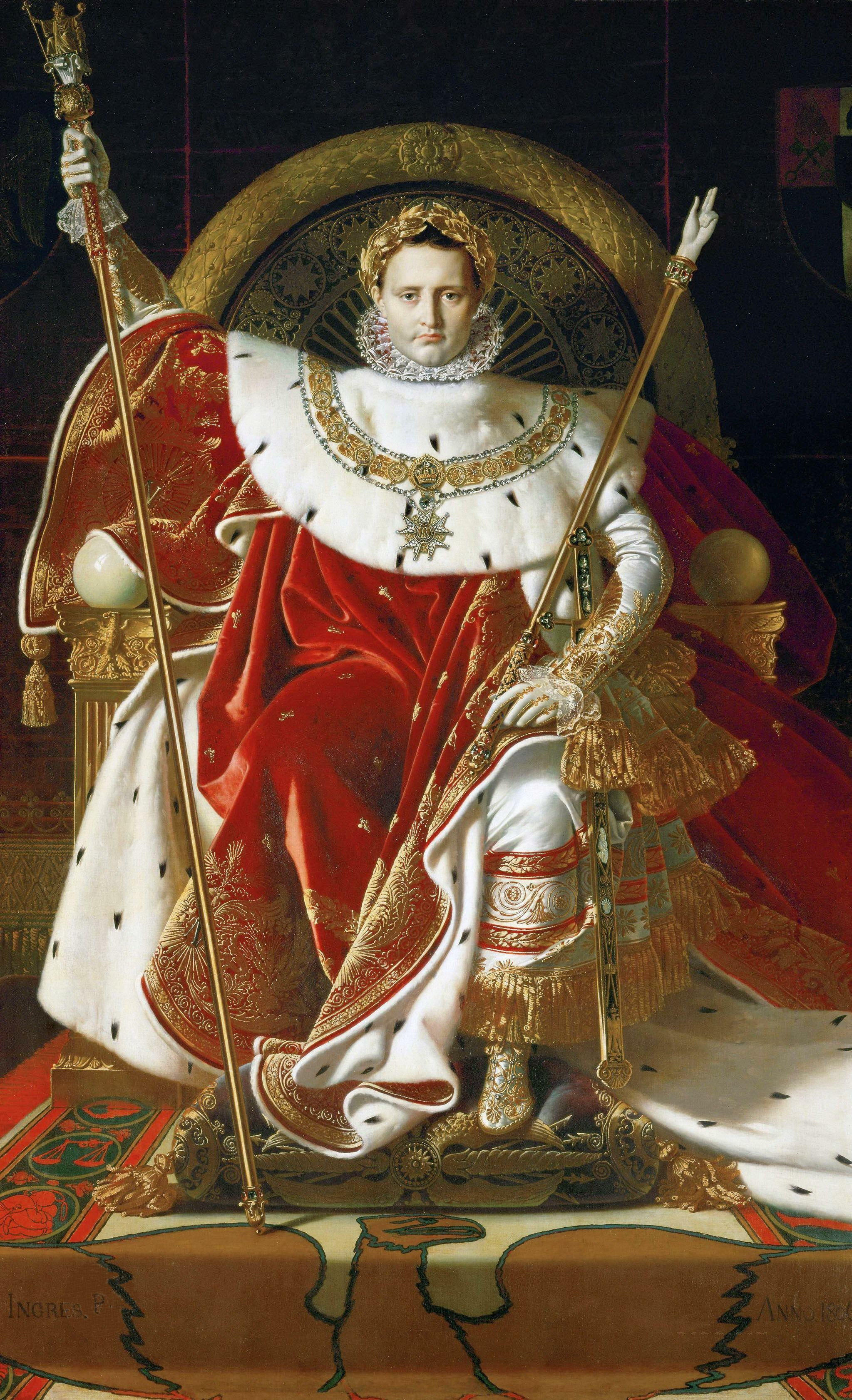
Napoleón en su trono imperial, por Jean Auguste Dominique Ingres, 1806.

Las ideas revolucionarias en contra del colonialismo europeo en las Américas empezaron a tomar forma tras las luchas independentistas de las Trece Colonias, con lo cual el Imperio británico soportó una revolución que inició en 1775 con la formación de ejércitos continentales liderados por George Washington, y se prolongó hasta 1783, incluso después de la Declaración de Independencia de los Estados Unidos en 1776. La victoria independentista estadounidense tuvo consecuencias que no solo afectaron a los demás países americanos, sino que tuvo repercusiones en el propio continente europeo, en donde, la mayoría de países mantenían rivalidades históricas, económicas y militares. De hecho, varios otros imperios europeos aportaron económica y militarmente a los revolucionarios norteamericanos con el objetivo de debilitar las fuerzas británicas.
En América Latina, especialmente en las colonias españolas, la figura de Napoleón Bonaparte fue fundamental. En 1808, las fuerzas francesas napoleónicas invadieron España, con la firme decisión de ocupar la península ibérica y de este modo consolidar la formación del Primer Imperio Francés. Con el paso del tiempo, el rey Carlos IV fue obligado a abdicar en la ciudad de Bayona a favor de su hijo, Fernando VII.
El rey Fernando VII también abdicó casi inmediatamente, con lo que Napoleón Bonaparte nombró a su hermano, José Bonaparte, como rey de España y quedó manifestado el Estatuto de Bayona la cual reconocía la autonomía de las provincias americanas del dominio español y sus pretensiones de reinar sobre aquellos inmensos territorios cuyos habitantes nunca quisieron aceptar los planes y designios del emperador, son elementos básicos para entender los movimientos de emancipación.

### La rebelión quiteña
El doctor Eugenio Espejo empezó a inculcar los primeros sentimientos independentistas en la sociedad criolla quiteña, con publicaciones como "El Nuevo Luciano de Quito" y posteriormente con la creación del diario "Primicias de la cultura de Quito". Fue perseguido por las autoridades españolas y varias veces encarcelado. Una de las personas más influenciadas por Espejo fue Juan Pío Montúfar, II marqués de Selva Alegre, quien en conjunto con varios otros ilustrados quiteños como Juan de Dios Morales y Manuel Rodríguez de Quiroga, planearon el derrocamiento del presidente de la audiencia, Manuel Ruiz Urriés de Castilla, I conde de Ruiz de Castilla, con la excusa de imitar el comportamiento que el pueblo español estaba teniendo por aquel entonces rechazando a las autoridades que habían tomado partido por la nueva administración francesa y constituyéndose en juntas soberanas fieles a Fernando VII.

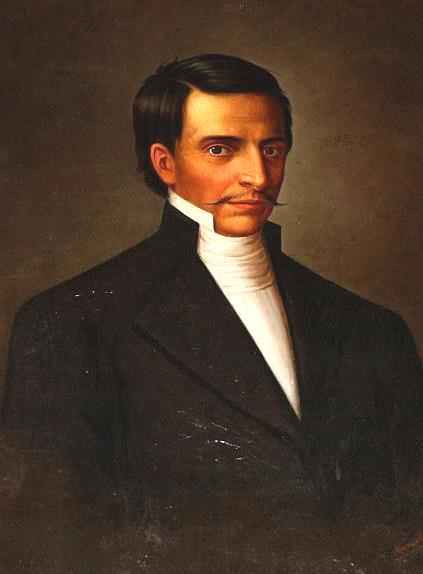
Francisco Javier Eugenio de Santa Cruz y Espejo.

La revolución quiteña se dio el 10 de agosto de 1809 con la instalación de la Junta Soberana de Quito, presidida por el Marqués de Selva Alegre que reconocía como única autoridad legítima al Rey Fernando VII. Todos los ecuatorianos celebran a la revuelta del 10 de agosto de 1809 como el día de la independencia del Ecuador, por el simbolismo, significado e inspiración para muchas otras revueltas que desencadenaron en la independencia del yugo español
Los organizadores de la revolución del 10 de agosto fueron encarcelados y enjuiciados. Como medida de pacificación de la región, se enviaron tropas limeñas comandadas por Manuel de Arredondo, las mismas que se apostaron en la ciudad. Como consecuencia de la ocupación militar y por temor a una sentencia de muerte de los criollos juntistas, se organizó la liberación de estos y la reacción popular contra las tropas de ocupación, la misma que tuvo lugar el 2 de agosto de 1810. La revuelta fue repelida brutalmente por las tropas limeñas y culminó con el asesinato de 300 personas aproximadamente, número equivalente al 1% de la población de la ciudad en la época.
Como consecuencia de estos acontecimientos, y con la llegada de Carlos Montúfar, Comisionado Regio de la Junta Central, se estableció una segunda Junta Soberana que en virtud de los acontecimientos suscitados en otros territorios de la América española, el 11 de diciembre de 1811 proclamó la independencia de la metrópoli y convocó a un Congreso Constituyente que estableció la creación del Estado de Quito, expidiendo su propia Constitución el 15 de febrero de 1812. 
Sin embargo, el Estado de Quito tuvo una existencia efímera, dado que las tropas virreinales llegadas de Lima al mando de Toribio Montes, fueron derrotando progresivamente a los ejércitos quiteños, hasta conquistar la ciudad en la batalla de El panecillo, el 8 de noviembre de 1812. La victoria realista se consumó el 1 de diciembre de 1812 en la batalla de Ibarra, lo que culminó el proyecto autonomista de los criollos quiteños.

### Inicios de la guerra de independencia hispanoamericana con España
A medida que España se debilitaba a causa de las guerras en Europa, desde 1808 es cuando se comenzaron los conflictos en toda América del Sur. En México se originó la crisis política de 1808 y en Montevideo, al igual que varios otros lugares posteriormente, se crearon juntas designadas de autogobierno, originándose así las guerras de independencia hispanoamericanas.

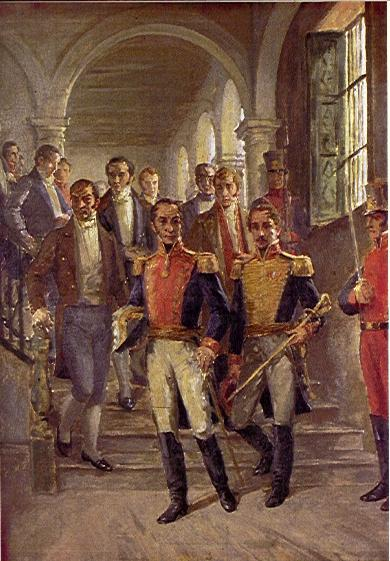
Simón Bolívar y Francisco de Paula Santander en el Congreso de Cúcuta.

Entre los líderes independentistas, también llamados libertadores, se encuentran la mayor parte de los "padres de la patria" de los países hispanoamericanos, como Simón Bolívar, José de San Martín, José Artigas, Francisco de Paula Santander,  Bernardo O'Higgins, Antonio José de Sucre, Miguel Hidalgo y José María Morelos, entre otros.
Bolívar, uno de los más destacados líderes de la emancipación sudamericana, empezó las guerras de independencia en la Capitanía General de Venezuela extendiéndose también hasta el Virreinato de Nueva Granada. Entre sus más destacadas hazañas esta la Campaña Admirable y su paso por Jamaica británica y Haití. Ya en 1818, la situación del Ejército español en Venezuela se hizo insostenible y varios generales españoles se vieron obligados a retirar algunas de sus fuerzas de la Nueva Granada para intentar contener a Bolívar. Para entonces la situación política y militar era bastante buena como para pensar en la organización de un Estado y así fue como se instaló en 1819 el Supremo Congreso de la República en Angostura.
La proclamación del nacimiento de la Gran Colombia y la presencia de los ejércitos independentista cerca de sus fronteras, hicieron que las fuerzas realistas en la Real Audiencia de Quito se movilizaran y quedaran desprotegidos varios sectores. Seguido de esto estalló el 25 de julio de 1819 la Batalla del Pantano de Vargas y el 7 de agosto de 1819 la Batalla de Boyacá que resultó en una gran victoria para Bolívar y el ejército revolucionario.
A raíz de esto la atención militar y policial de la Presidencia de Quito se centraría en controlar las fronteras del norte a norte por resguardo confidencial.

### Real cédula del 7 de julio de 1803
Debido a que el 28 de marzo de 1803 la Junta de Fortificaciones de América lo solicitó, el rey Carlos IV emitió la Real Orden del 7 de julio de 1803, por la cual en lo militar el Gobierno de Guayaquil empezó a depender Virreinato del Perú, mientras que la administración mercantil de la ciudad continuó bajo el Virreinato de Nueva Granada.

(...) debe depender el gobierno de Guayaquil del virrey de Lima y no del de Santa Fe, pues éste no puede darle, como aquel en los casos necesarios, los precisos auxilios, siendo el de Lima por la facilidad y la brevedad con que puede ejecutarlo, quien le ha de enviar los correos de tropas, dinero, pertrechos, armas y demás efectos de que carece aquel territorio; y por consiguiente, se halla en el caso de vigilar mejor, y con más motivo que el de Santa Fe, (...)

### Real cédula del 10 de febrero de 1806
El rey dispuso que la agregación del gobierno de Guayaquil al Virreinato del Perú en lo mercantil además de lo militar:

En vista de lo que consultan Uds. en carta de 25 de marzo del año próximo anterior, sobre la provincia de Guayaquil, a consecuencia de la agregación al virreinato de Lima, debe depender de la parte mercantil de ese consulado o del de dicho Lima; se ha servido Su Majestad, declarar que la agregación es absoluta; y por consiguiente, que la parte mercantil debe depender del mencionado consulado de Lima y no de ése.

### Real cédula del 23 de junio de 1819
El 18 de febrero de 1808 el cabildo de Guayaquil solicitó al Rey de España que separara su provincia del Virreinato del Perú y la unierea al Virreinato de Nueva Granada. El 28 de octubre de 1815 fue reiterada la petición. Así el 23 de junio de 1819 el rey de España otorgó la petición de que Guayaquil fuera anexionada a la Presidencia de Quito en el Virreinato de Nueva Granada.

(...) en cuya consecuencia he venido en declarar que estando ya restablecido el Virreynato de Santa Fé y en exercicio de sus funciones el Presidente y Audiencia de Quito á ésta toca atender en todas las causas así civiles y criminales del Gobierno de Guayaquil como en los asuntos de mi Real Hacienda, permaneciendo el mismo Gobierno sujeto en lo militar a ese Virreynato. Y para que esta mi Real determinación tenga su más puntual cumplimiento, he resuelto preveniros, como por la presente mi Real Cédula os prevengo, dispongais inmediatamente la reposicion de la ciudad de Guayaquil y su provincia al ser y estado en que se hallaba antes de acordar en el año de 1810 vuestro antecesor el Marqués de la Concordia su agregación a ese Virreynato.

## Inicios de la campaña

### La Fragua de Vulcano

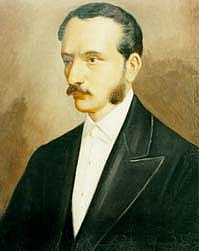
José de Antepara.

Uno de los precursores de la independencia guayaquileña fue José María de la Concepción de Antepara y Arenaza quién, después de vivir en Europa y conocer personajes con ideales independentistas como Francisco de Miranda, volvió a la ciudad de Guayaquil en el año de 1814 y rápidamente entabló amistades con partidarios de la emancipación como José de Villamil y José Joaquín de Olmedo.
León de Febres Cordero, Luis Urdaneta y Miguel de Letamendi, de origen venezolano, pertenecían al Batallón Numancia pero por sus ideales a favor de las revoluciones emancipadoras fueron expulsados y enviados a su tierra natal. El barco, que tenía por destino desembarcar en Venezuela, arribó a Guayaquil y permaneció allí por varias semanas, tiempo en el cual los militares conocieron a varios líderes de la idea de independizar a la provincia de Guayaquil.
El 1 de octubre de 1820, Villamil y Antepara visitan la casa de Pedro Morlás, y luego de una conversación en la cual exponen sus ideales, Isabela Morlás, hija del anfitrión, propone la organización de un baile, a lo cual acceden y este sería organizado por doña Ana Garaycoa de Villamil, esposa de José de Villamil. Tanto Antepara como Villamil vieron al pedido de la joven como el pretexto perfecto para lograr darle forma a una revolución que acabe con dependencia de España, es por ello que invitan a varios personajes que compartían los ideales independentistas de ellos, incluyendo a José Joaquín de Olmedo, Gregorio Escobedo, segundo al mando de la guarnición española, al doctor Luis Fernando Vivero, Francisco de Paula Lavayen, José Rivas, Manuel de Fajardo, José Correa y los venezolanos Febres Cordero, Urdaneta y Letamendi.
En la noche del domingo 1 de octubre y luego de iniciada la reunión a la cual fueron invitadas las familias más prestigiosas de la ciudad, el anfitrión José de Villamil reunió a los invitados que él y Antepara consideraban vitales para el triunfo de la emancipación. Aquella reunión se la conocería como la "Fragua de Vulcano" y es la noche en la cual se comenzó a diseñar el plan de sublevación de varios cuarteles realistas.

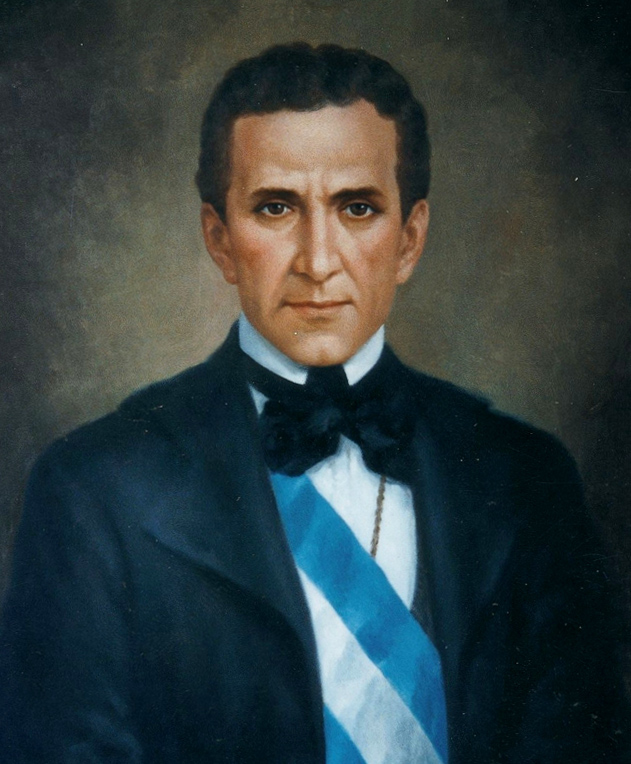
José Joaquín de Olmedo.

### Organización y planificación
El lunes 2 de octubre se reúnen por la tarde en casa de Villamil tanto Escobedo como Peña, los cuales eran líderes de los batallones "Granaderos de Reserva del Cuzco" y "Milicias" respectivamente, quienes ratificaron su adhesión a la causa independentista. Más allá de cuando veían muy difícil sus tentativas de plegar a favor de la causa a los soldados del "Escuadrón de Artillería" y los del batallón de caballería "Daule", pues sus jefes eran españoles, no descartaron la posibilidad de convencer a sus integrantes, mediante la intervención de los sargentos Álvarez Vargas y Pavón, simpatizantes de la causa.
Por otro lado se buscó un líder para la revolución, para lo cual se propuso primero al coronel Jacinto de Bejarano y luego al teniente coronel José Carbo y Unzueta, sin embargo, se pensó posteriormente en José Joaquín de Olmedo. Descartando a los dos primeros por diversas y justificadas razones y se comisionó a Villamil para que visite a Olmedo.
Al día siguiente, el martes 3 de octubre, después de la visita que Villamil hizo a la casa de Olmedo y de la propuesta de liderazgo del movimiento, Olmedo declinó este encargo, señalando que ese puesto debía ser ocupado por un hombre de armas, y siendo él un poeta poco podría aportar. Sin embargo, dejó claramente su simpatía total con la revolución y su disposición a ayudar en todo lo que sea necesario. En una nueva reunión con Villamil se pensó en el coronel Rafael Ximena, quien sería consultado por Villamil al día siguiente.
El miércoles 4 de octubre, Ximena, quién a pesar de que simpatizaba con las ideas emancipadoras, se excusa y rechaza la propuesta de Villamil pues debe su educación a la corona, siendo él mismo de ascendencia noble, por lo cual participar activamente como líder del movimiento, fue visto por él como una traición a la tierra de sus mayores al país en el cual siguió la carrera de las armas. Ese mismo día se obtuvo la participación del capitán Damián Nájera del Escuadrón de caballería "Daule".
Para el jueves 5 de octubre los ánimos de varios de los integrantes del movimiento se mostraron opacados por diversos factores. León de Febres Cordero, temeroso de que se desalienten los comprometidos en la causa, lanzó un discurso en el que, entre otras cosas dice: "En nombre de América, os ruego compañeros, no dejar escapar tan favorable ocasión de hacerle un gran servicio lanzando ahora mismo la provincia de Guayaquil a la revolución". Después de esto Febres Cordero tomó cierto liderazgo.
El viernes 6 de octubre, Villamil conversó con Francisco Loro, condueño con Luzárraga de la goleta "Alcance" para que retrase un poco la partida de la nave a Panamá, a la espera del resultado de la acción que está por llevarse a cabo. Luego de la aceptación de Loro, visitó a Luzárraga, de quien también obtuvo una respuesta afirmativa, pero sin decirle toda la verdad y para no herirlo de modo susceptible, ya que él era español. Es así como le pidió que retrase la salida de Loro, quién era el capitán de la nave, para que pueda asistir a la recepción que daría en su casa el día 8 de octubre, con motivo de festejar su nombramiento como Procurador General.

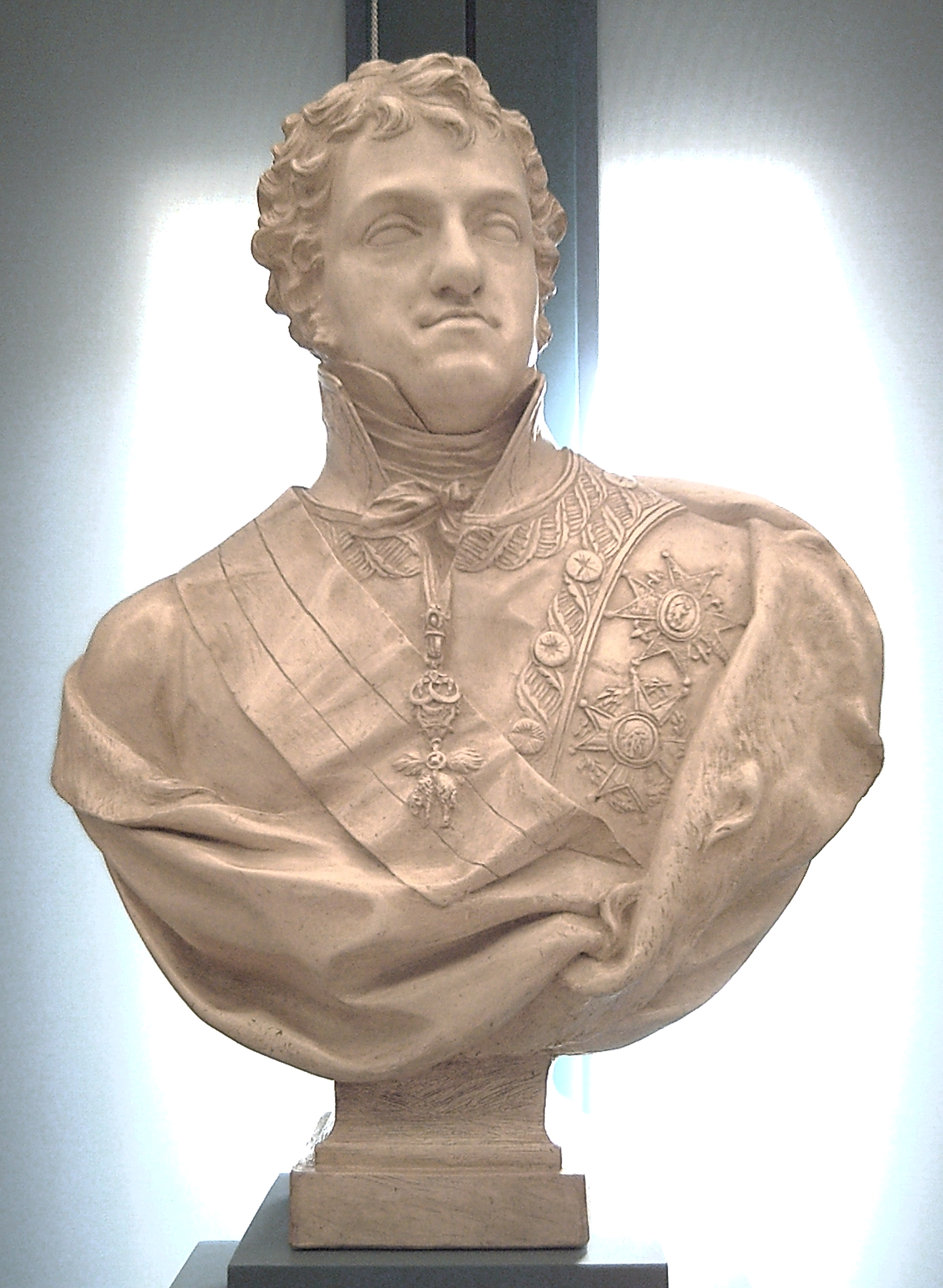
Busto oficial del rey Fernando VII de España, por Francisco Elías Vallejo (Real Academia de Bellas Artes de San Fernando, Madrid).

Cierta preocupación se sintió en los independentistas, el sábado 7 de octubre, debido al rumor de que el padre Querejasú de la Iglesia de San Francisco había alertado a don Pascual Vivero acerca de la revolución en ciernes. Este hecho separó a los complotados en dos bandos; el primero partidario de realizar lo más rápido posible la revolución, y el segundo, inclinado a esperar una ocasión más propicia, después de que se calmen los ánimos. Al primer grupo pertenecía Febres-Cordero, quien una vez más inclinó la balanza a su favor. Luego de la arenga, la revolución agilitó su marcha, y se decidió hacer una reunión final el domingo 8 en la casa de Villamil por la tarde, aprovechando la recepción que ofrecía en ese día.
Finalmente el domingo 8 de octubre de 1820, todos los complotados se reunieron a las 4 de la tarde. Luego de hora y media se escuchó un toque de clarín que correspondía a la llamada de los oficiales de los "Granaderos de Reserva del Cuzco". Escobedo dispone que el capitán Vargas acuda al llamado, y este regresó con el respectivo informe. Luego de unos momentos se enteraron de que se había realizado una junta de guerra en casa del Gobernador Vivero, se resolvió la toma de medidas en caso de que los rumores tuvieran algún fundamento, por lo que se hizo formar al escuadrón en el malecón. Sin embargo, el ánimo desfalleció, cuando al parecer, los planes debieron cambiar sustancialmente. Los oficiales se dirigen al "Granaderos", y los tres venezolanos se retiraron para captar impresiones en la calle y volver. Los temores se alejaron al ver que el "Granaderos" se dirige al poco rato a su cuartel y Escobedo regresa donde Villamil a las 10:30 de la noche para dar a conocer que todo estaba listo y arreglado, y que a las dos de la mañana se reunirían en su cuartel donde se congregaría gran cantidad de adeptos a la causa. Al despedirse Escobedo le asegura a Villamil que el triunfo sería total, añadiendo que no se derramaría gota de sangre alguna, puesto que no habría con quien batallar.
Los próceres de la Independencia de Guayaquil, en su mayoría, eran francmasones pertenecientes a la Logia Estrella de Guayaquil. Estos y los próceres extranjeros se unieron en una Logia de Ocasión denominada Fragua de Vulcano, reunida en Templo de Campaña en casa de Villamil, que dio el nombre por el que la gesta guayaquileña sería recordada.

## Revolución del 9 de octubre de 1820
La cantidad de efectivos militares del ejército realista apostados en la ciudad era de 1500 aproximadamente, los cuales estaban distribuidos en: 600 soldados del batallón Granaderos de Reserva del Cuzco, 500 del escuadrón de caballería Daule, 200 del batallón de Milicias Urbanas, 200 efectivos de las Brigadas de Artillería, y 350 soldados en las 7 lanchas cañoneras que permanecían en el malecón. Sin embargo, los oficiales que se habían plegado a favor el movimiento eran Gregorio Escobedo e Hilario Álvarez del Granaderos, Damián Nájera de la Brigada de Artillería, José Peña del batallón de Milicias Urbanas, y por último los sargentos Vargas y Pavón del escuadrón de caballería Daule con lo que se tenía asegurado el 70% de los efectivos de la plaza.
En consecuencia, las maniobras debían propender a tomar el escuadrón de caballería Daule y la bodega de armas y explosivos de la brigada de artillería, anulando a la vez la capacidad de reacción de las tropas que acompañaban tanto a Joaquín Magallar, comandante del Granaderos, como a Benito García del Barrio, primer jefe del Batallón Granaderos de Reserva del Cuzco. Por los hombres de las lanchas torpederas capitaneadas por Joaquín Villalba no se preocuparían, pues estaban desde el día anterior fuera del puerto, y había oportunidad de resolver este problema si se coronaba con éxito la revolución. Todo se dio como estaba planificado.
En la noche del domingo 8 y madrugada del lunes 9 de octubre, los capitanes León de Febres Cordero y Damián Nájera llevaron con engaños al comandante español Torres Valdivia a la casa de Nájera con el pretexto de invitarlo a una partida de naipes. Una vez allí, lo sometieron y dejaron cautivo temporalmente explicándole que era la única forma de evitar que él intervenga en contra el movimiento independentista y en vista de la estimación que le tenían, habían preferido evitar un peligroso enfrentamiento con él. Febres Cordero, adueñado de las llaves del parque de Torres Valdivia, se dirigió al Granaderos, en donde, con 50 hombres, fue hasta la Brigada de Artillería, y luego de sorprender y encerrar al oficial de guardia, se apoderó del recinto. La tropa fue formada, aclamando la causa revolucionaria.
Mientras esto sucedía, Urdaneta, con 25 hombres del Granaderos y nuevos jóvenes guayaquileños, más la complicidad de los sargentos Vargas y Pavón, tomaron el escuadrón de caballería Daule, no sin antes combatir con Magallar y sus hombres, que al darse cuenta de lo que sucedía intentó impedirlo, muriendo en el enfrentamiento. Luego de esta acción, el capitán venezolano Luis  Urdaneta mandó al comandante Matías Tirapeguí, quien se había plegado a favor del movimiento, hacia la Batería de las Cruces, con la mitad del escuadrón de la caballería, con el propósito de tomarla.
El último incendio se llevó a cabo en la casa del coronel Benito García del Barrio, primer jefe del Batallón Granaderos de Reserva quien fue apresado por el teniente Hilario Álvarez mientras dormía.
Para la mañana del 9 de octubre de 1820, la ciudad de Guayaquil había alcanzado su independencia de España. José Joaquín Olmedo asumió el mando político y Gregorio Escobedo el mando militar de la Junta de Gobierno de la provincia. Con ello comenzó la guerra de independencia de lo que actualmente es la República del Ecuador.

## Firmantes del Acta de Independencia
Personajes que firmaron el acta de independencia el 9 de octubre de 1820
- Manuel Ignacio Aguirre (español).
- Carlos Acevedo (coronel guayaquileño).
- Francisco Xavier de Aguirre Cepeda (nacido en Baba).
- Cristóbal Alarcón y Guzmán (sargento mayor dauleño).
- José Joaquín Alarcón.
- Bernardo Alzua y Lamar (español).
- Hilario Álvarez (teniente coronel peruano-cusqueño).
- Esteban José de Amador y Rodríguez Funges (comerciante de Cartagena de Indias).
- Manuel José Amador y Sotomayor Luna (guayaquileño hijo del anterior).
- José María de Antepara y Arenaza (comerciante guayaquileño).
- Juan de Antepara y Bejarano (teniente guayaquileño).
- Juan de Dios Arauzo (teniente arequipeño).
- Mariano Arcia (médico panameño).
- José Arellano.
- José Ramón de Arrieta y Echegaray (burócrata español).
- Manuel Avilés y Pacheco (comerciante y subteniente guayaquileño).
- Juan de Avilés y Carbo (guayaquileño).
- José Gabriel de Avilés y Vidal (nacido en Baba).
- Miguel Mamerto Avilés.
- Fernando Ayarza (militar panameño).
- Jacinto Bejarano y Lavayen (comerciante y coronel guayaquileño).
- Dr. Pedro de Benvente (cura peruano-arequipeño).
- José Francisco Benítes y Franco (teniente guayaquileño).
- Luis Benítes y Franco (subteniente guayaquileño).
- Juan María Bernal (guayaquileño).
- Guillermo Bodero y Franco (general guayaquileño).
- Fray Pedro Bou.
- Mariano Briceño.
- Antolin Bustina (capitán).
- Carlos Calisto y Borja (quiteño).
- Abdón Calderón Garaycoa (subteniente cuencano).
- José Carbo Unzueta (coronel guayaquileño).
- Mariano Carbo (representante de Santa Elena).
- José Camargo.
- Miguel Carretero.
- José M. Caicedo.
- Juan José Casilari y González (guayaquileño).
- Miguel de Casilari y González (guayaquileño hermano del anterior).
- Francisco Casanova (guayaquileño).
- Francisco de Camba y Garaycoa (guayaquileño participó en Huachi)
- Mariano Cevallos (manabita, elector de Portoviejo).
- Manuel Cevallos.
- Santiago Cepeda (capitán guayaquileño).
- Dr. Bernabé Cornejo y Avilés (abogado guayaquileño).
- José Cornejo.
- José de la Cruz Correa (periodista guayaquileño).
- Fray Miguel Cumplido (español, sacerdote mercedario).
- Sebastián Antonio Delgado y Cortejada (doctor panameño).
- Juan Francisco de Elizalde y Lamar (coronel guayaquileño).
- Antonio Elizalde y Lamar (general guayaquileño, hermano del anterior).
- Gregorio Escobedo y Rodríguez de Olmedo (coronel peruano-arequipeño).
- Lorenzo Espinoza (comerciante interiorano).
- José Antonio de Espantoso y Avellán (guayaquileño).
- José Vicente de Espantoso y Avellán(abogado guayaquileño).
- Antonio Farfán (general peruano-cuzqueño).
- Dionicio Farfán.
- Manuel Fajardo (militar dauleño).
- José María Fajardo.
- León de Febres Cordero y Oberto (teniente coronel venezolano).
- Esteban de Febres Cordero y Oberto (abogado venezolano y primo del anterior).
- Gabriel Fernández de Urbina (burocráta español).
- Juan Barno de Ferrusola (militar español).
- Juan de Dios Florencia (subteniente guayaquileño).
- Vicente Franco y Malo (guayaquileño).
- Luis Franco y Rodríguez Plaza (guayaquileño).
- Agustín Franco Herrera (coronel guayaquileño).
- Gabriel García Gómez (burócrata español y padre de Gabriel García Moreno).
- Baltazar García y de la Rocha (coronel guayaquileño).
- Lorenzo de Garaycoa y Llaguno (coronel guayaquileño).
- José de Garaycoa y Llaguno (guayaquileño).
- Vicente González y Rodríguez (coronel colombiano).
- Gabino González.
- José de Gorostiza y Garzón (guayaquileño).
- Miguel Guerrero.
- José Pío Gutiérrez y Atencio (guayaquileño).
- Manuel José de Herrera y Lavayen (guayaquileño).
- José Hilario de Indaburu y Jijón (coronel guayaquileño).
- Miguel de Isusi Lescano (guayaquileño).
- Rafael Jimena y Larrabeta (teniente coronel guayaquileño).
- Francisco de Paula Lavayen y Muguerza (coronel guayaquileño).
- Agustín de Lavayen y Muguerza (coronel guayaquileño, hermano del anterior).
- Miguel de Lavayen y Muguerza (teniente coronel guayaquileño).
- Manuel de Lavayen y Muguerza (teniente guayaquileño).
- Gabriel de Lavayen y Puga (guayaquileño, primo de los anteriores).
- Manuel de Lara y Ponce de León (guayaquileño, representante de Daule).
- Juan Layana Duarte (teniente coronel samborondeño).
- Miguel de Letamendi (coronel venezolano).
- José Felipe de Letamendi (capitán venezolano).
- Manuel Loro (español, capitán de la Goleta Alcance).
- José Joaquín Loboguerrero (burócrata español).
- José Lopéz Merino y Moreno de Acosta (burócrata riobambeño).
- Manuel Antonio de Luzarraga y Echezuria (comerciante y militar español).
- José Leocadio de Llona y Rivera (abogado guayaquileño).
- Manuel de Llona y Rivera (militar guayaquileño, hermano del anterior).
- Francisco de Marcos y Crespo (abogado guayaquileño).
- José Antonio de Marcos y Crespo (presbítero y abogado guayaquileño, hermano del anterior).
- José María Maldonado y Torres (abogado lojano).
- Diego Manrique (capitán guayaquileño).
- José Antonio de Marticorena y Puga (doctor y presbítero guayaquileño).
- Manuel Mármol y Pineda (guayaquileño).
- Nicolás Antonio Martínez (guayaquileño).
- José Mariscal y Núñez (guayaquileño).
- Juan Meléndez.
- José Ramón Menéndez (guayaquileño).
- Manuel Menéndez.
- Pablo de Mendiola y Fernández Caballero (guayaquileño).
- Pablo Merino (abogado guayaquileño).
- Rafael Merino y Ortega (militar guayaquileño).
- Guillermo Merino y Ortega (coronel guayaquileño).
- Joaquín Medranda (manabita).
- Carlos Morán Iturralde (guayaquileño).
- Pedro Morlás (burócrata venezolano).
- Juan de Dios Molina.
- Manuel María Montblanc (coronel venezolano).
- Ramón Moncayo.
- Manuel J. Murillo (guayaquileño).
- Juan Najar y Murillo (capitán guayaquileño).
- José María y Narváez.
- Diego Noboa y Arteta (guayaquileño).
- José Joaquín de Olmedo (abogado guayaquileño).
- Manuel Otoya y Sánchez Navarrete (guayaquileño).
- José Oyarvide (español).
- Ramón Pacheco y Echeverría (guayaquileño).
- Isidro Pavón (militar).
- Juan Padilla.
- Bernardo Plaza de la Tejada (guayaquileño, bisabuelo de Galo Plaza Lasso).
- Ambrosio de la Parra.
- José María Peña (coronel).
- Francisco Javier Pérez.
- Juan Pérez.
- Jacinto Ponce de León y Espinoza (guayaquileño).
- Manuel Ponce de León y Espinoza (guayaquileño).
- José Joaquín Ponce de León y Espinoza (guayaquileño, hermano de los anteriores).
- Sebastián Puga y Ayala.
- José Manuel Quevedo (teniente interiorano).
- Cayetano Ramírez y Fita (doctor y cura presbítero latacungueño).
- Manuel Ribadeneira (doctor y párroco de Portoviejo).
- Justo Rivera (teniente peruano).
- Ignacio Rivera.
- Miguel Jerónimo de Rivera y Arizcun Elizondo (nacido en Baba).
- José Rivas (guayaquileño).
- Ciriaco Robles y García (teniente guayaquileño).
- Francisco María Roca Rodríguez (comerciante guayaquileño).
- Vicente Ramón Roca Rodríguez (comerciante guayaquileño).
- Pedro José Roca y Rodríguez (coronel guayaquileño, hermano de los anteriores).
- Gregorio Roca.
- Fulgencio Rocha (capitán guayaquileño).
- José Rodayega y Olabarri (español).
- Antonio Salazar (subteniente guayaquileño).
- Manuel Salcedo (subteniente guayaquileño).
- Pedro Santander y Peña (guayaquileño).
- Gaspar de Santistevan (guayaquileño).
- Domingo de Santistevan y Carbo (guayaquileño).
- José Mata de Santistevan y Noboa (abogado guayaquileño).
- José Mateo Santistevan (teniente coronel guayaquileño).
- Pedro Sanz.
- Ambrosio Sánchez Layno (militar guayaquileño).
- Narciso Sánchez.
- Ramón Sobenes (panameño).
- José María Samper.
- Jerónimo Santa Cruz (bogotano).
- José Secundino.
- Mariano Soto (subteniente guayaquileño).
- Manuel Tama y Rodríguez Plaza (guayaquileño).
- Francisco Tejada (subteniente guayaquileño).
- Bacilio Tirsio.
- Ángel de Tola y Salcedo (burócrata guayaquileño).
- Francisco de Ugarte y Rodríguez Plaza (militar guayaquileño).
- Luis Urdaneta Farias (teniente coronel venezolano).
- Manuel Vargas (militar peruano).
- José Vargas.
- Francisco Valverde Cassaus (coronel guayaquileño).
- José Vallejo.
- Ignacio Vélez.
- Andrés Vera (manabita).
- José María de Villamil y Joly (comerciante y militar de Nueva Orleans).
- Luis Fernando de Vivero y Toledo (abogado de Pujilí).
- Juan Antonio de Vivero y Toledo (burócrata nacido en Pujilí).
- Isidro Viteri y Gómez Cornejo (capitán guayaquileño).
- Miguel Viteri y Gómez Cornejo (sacerdote guayaquileño).
- Jerónimo Zerda y Chávez (panameño).

## Consecuencias

### Provincia Libre de Guayaquil
Después de la revolución del 9 de octubre de 1820, la ciudad de Guayaquil quedó libre del dominio español, pero no su provincia. Rápidamente se logró la independencia de varios pueblos, así como el 10 de octubre lo logra el pueblo de Samborondón, mientras que Daule el 11 de octubre se une a la causa emancipadora, al igual que Naranjal el 15 de octubre.
En atención a las proclamas libertarias distribuidas por la Expedición Libertadora del Perú, el 14 de octubre José de Villamil fue comisionado por la Junta de Gobierno de Guayaquil para informar la hazaña libertaria al comandante en jefe de expedición libertadora del Perú José de San Martín, ya desembarcado en tierra peruana o al vicealmirante comandante de la escuadra libertadora Lord Cochrane, que estaba con su flota en algún lugar del Pacífico. Villamil encontró a Cochrane el 31 fondeado en la bahía de Ancón y el día siguiente fue presentado al libertador San Martín. A su regreso Villamil lleva carabinas y pertrechos, así como al coronel Luzuriaga para comandante militar del ejército de Guayaquil, como respaldo de San Martín a la revolución. 
El 8 de noviembre de 1820, 57 representantes de todos los pueblos que conformaban la provincia de Guayaquil fueron convocados al Ayuntamiento de la ciudad donde se proclamó el nacimiento de un nuevo estado conocido como la Provincia Libre de Guayaquil y eligieron como presidente de la misma al Dr. José Joaquín de Olmedo. Seguido de esto se dictó el Reglamento Provisorio de Gobierno la cual sirvió como constitución para el naciente estado.
Sin embargo, los pueblos de Quito y Cuenca seguían bajo dominio español y esto podía significar peligro para la independencia recién alcanzada por Guayaquil. Es así como Olmedo crea un ejército denominado como la División Protectora de Quito, la cual estaría encargada de velar por la seguridad de la Provincia Libre de Guayaquil y de independizar a los demás pueblos que conformaban la Real Audiencia de Quito.
La División Protectora de Quito inició una campaña con el objetivo de independizar en su totalidad la Provincia Libre de Guayaquil, obteniendo así una victoria en la Batalla de Camino Real, pero pronto se encontró en una delicada situación militar luego de ser derrotados los guayaquileños en la Primera Batalla de Huachi y la Batalla de Tanizagua a inicios de enero de 1821. José Joaquín Olmedo reiteró sus solicitudes ayuda militar al comandante en jefe de la expedición libertadora del Perú José de San Martín y a la Simón Bolívar para poder defender la ciudad y para liberar la Real Audiencia de Quito.

### Campañas del Sur de la Gran Colombia

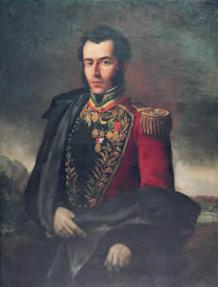
Antonio José de Sucre.

Bolívar envió al general José Mires como adelantado a Guayaquil con el escuadrón Guías en febrero de 1822. Posteriormente, a su mejor general, Antonio José de Sucre que llegaría el 6 de mayo de 1821 con unos 650 soldados colombianos transportados desde Panamá a los que sumó unos 1400 guayaquileños. Las instrucciones de Sucre eran: tomar el mando de las tropas que se encontraban en Guayaquil, asegurar la incorporación de la provincia a la Gran Colombia y preparar en conjunción con el Libertador las operaciones que habrían de liberar a Quito.
Sucre firmó un convenio entre el gobierno de Guayaquil y colocó a sus tropas en Samborondón y Babahoyo para bloquear la entrada a la provincia a los realistas. El 17 de julio de 1821 ocurrió una rebelión anticolombiana y pro-realista que fue reprimida con éxito. Los realistas al conocer la rebelión se dispusieron a apoyarla, el gobernador realista de Quito Melchor de Aymerich marchó al sur con 2000 hombres, mientras que el coronel González se dirigió desde Cuenca hacia Guayaquil amenazando las comunicaciones de Sucre quien se dirigía a combatir a Aymerich. Enterado Sucre del movimiento retrocedió para enfrentar a González y lo abatió el 19 de agosto en la Batalla de Yaguachi. Sucre y el ejército guayaquileño persiguieron a los realistas un largo trecho hacia el norte pero son derrotados en la Segunda batalla de Huachi, el 12 de septiembre de 1822, Mirés fue tomado prisionero, Sucre herido, es obligado a regresar a la costa en una precaria situación y firmar un armisticio entre los independentistas y los realistas el 18 de noviembre de 1821.

### Campaña y Expedición Auxiliar desde Perú
El centro del poder español en Sudamérica estaba en el Virreinato del Perú, que contaba con Ejército Real del Perú el cual había sofocado todas las revoluciones independentistas previas desde 1810 dentro como en las provincias aledañas de Charcas (Alto Perú u hoy Bolivia), Chile y Quito. Sin embargo, cada mes más fuerzas se pasaban a las filas independentista con el desembarco proviente del Sur, de la Expedición Libertadora del Perú en Paracas, el 21 de agosto de 1820. Hacia inicios de noviembre de 1820, San Martín mueve su cuartel general a Huara al norte de Lima, para rodear la capital del Virreinato y así proteger mejor a las ciudades libres del norte del Perú como Trujillo, Lambayeque, Piura y Cajamarca, que habían también declarado su independencia entre finales de 1820 e inicios de 1821 motivadas por las proclamas y el arribo del gran libertador a las tierras peruanas.
Estando el libertador San Martín en Huara, y enterado de la declaración de independencia de la Provincia de Guayaquil, comisiona a su Secretario de Guerra y Marina, Tomás Guido y al general Toribio de Luzuriaga, Jefe de su Estado Mayor para viajar a Guayaquil y apoyar con la defensa y seguridad de la ciudad-puerto, arribando el 20 de noviembre de 1820. Es así, como se firma el Pacto de Protección y Mutuo Auxilio de 11 artículos, a través del cual la Provincia de Guayaquil, se pone bajo la protección del General en Jefe del Ejército Libertador del Perú y con ello su total sumisión militar, pero manteniendo su derecho a definir libremente luego de las guerras a integrarse al Estado que más le convenga, ya sea Perú o la Gran Colombia.
La promesa de ayuda del libertador José de San Martín desde el Perú para Olmedo y Sucre no tardaría, con el fin de prevenir que el Virrey del Perú, que se posicionó en la sierra pudiera uniera sus fuerzas con las de los realistas de Quito. En octubre de 1821, desde Trujillo se prepara una división expedicionaria peruana que terminaría en el mando del coronel Andrés de Santa Cruz compuesta de 1,600 hombres de infantería, caballería y artillería, quienes avanzarían por tierra, pasarían por Piura y arribaran a Saraguro a inicios de febrero de 1822, conforme lo planeado con el general Sucre, para conformar un Ejército Unido Libertador al mando del mismo Sucre. Juntos con las tropas de la Gran Colombia y el batallón guayaquileño, triunfarán en varias batallas para finalmente vencer en la batalla de Pichincha el 24 de mayo de 1822. Con esta batalla se aseguró la independencia de la Provincia de Guayaquil junto con todo el territorio de la Real Audiencia de Quito, actual Ecuador.

### La Entrevista de Guayaquil
Habiendo luchado unidos los ejércitos independentistas sudamericanos en la Batalla de Pichincha era necesario que los dos grandes libertadores de Sudamérica se reuniesen, para decidir cómo se terminaría la guerra de independencia en Perú, donde estaban los últimos bastiones del poderío español y además definir la soberanía sobre la Provincia Libre de Guayaquil, que finalmente terminaría siendo anexada a la Gran Colombia, el 31 de julio de 1822.